# Stara Synagoga w Tarnowskich Górach
Stara Synagoga w Tarnowskich Górach – pierwsza bożnica w Tarnowskich Górach, założona najprawdopodobniej w 1815 roku, w domu tokarza Kolonki. W 1864 roku na miejscu bożnicy na gruntach Żydów: Gruszki, Kolonki, Schwillińskiego, Hurgota oraz Skowrona, wzniesiono okazałą nową synagogę.
W 2021 roku podczas prac remontowych prowadzonych na placu u zbiegu ulic Szymały i Teofila Królika oprócz dobrze zachowanych fundamentów nowej synagogi, odkryto również nieliczne pozostałości murów fundamentowych starej synagogi.